# José Rafael Arboleda
José Rafael Arboleda, S.J. (1916-1992). Fundador y director de la Escuela de Periodismo de la Universidad desde 1950 hasta 1961, director de la Revista Javeriana, decano de la Facultad de Filosofía y Letras entre 1954 y 1961, y director de la Biblioteca General durante 36 años. En su decanatura se encargó de abrir las especializaciones en Educación y Psicología que tiempo después se consolidaron en facultades.

## Formación Académica
Realizó sus estudios de bachillerato entre 1932 y 1935 en el Colegio del Sagrado Corazón de Bogotá y en el Colegio San Bartolomé. A los 15 años, descubrió su vocación sacerdotal y, tras terminar en San Bartolomé, ingresó a la Compañía de Jesús.
Además fue filósofo, teólogo y docente de la Pontificia Universidad Javeriana. Realizó su maestría en antropología en la Universidad de Northwestern en Evanston, Illinois, Estados Unidos, y en 1986 recibió el grado de doctor honoris causa en Ciencias Sociales de la Universidad Javeriana.

## Historia
Creció rodeado de libros, ya que su padre, Don Abelardo, había fundado la Editorial Arboleda y Valencia, la cual creó la Revista Cromos. Su infancia transcurrió entre libros, pues en su casa de La Candelaria también vivía su tío, Gustavo Arboleda, quien trabajaba en la preparación de La Historia de Colombia. Gustavo solía pedirle ayuda a su sobrino de 11 años para corregir las pruebas, fomentando aún más su interés por la lectura. Además, descubrió una biblioteca cercana, la de Luis Augusto Cuervo, familiar de Rufino José Cuervo, lo que aumentó su pasión por los libros. Mientras los otros niños jugaban, él prefería leer, ganándose el apodo de "aburrido". Sin embargo, en el colegio todos lo buscaban para que les ayudara con las respuestas, siendo considerado el estudiante ejemplar.
El padre Arboleda ingresó a la Compañía de Jesús a los 15 años. Fue ordenado sacerdote en 1945 y dedicó gran parte de su vida a la educación en la Universidad Javeriana, donde estuvo vinculado durante 42 años. En la Javeriana, fue profesor de Antropología y Ciencias Sociales, además de desempeñar roles como Director de la Biblioteca, Director de la Escuela de Periodismo y Decano de la Facultad de Filosofía y Letras, contribuyendo a la creación de las facultades de Comunicación Social, Psicología y Educación.
Con una sólida formación cultural, en 1948 el padre Félix Restrepo le encomendó la tarea de crear la biblioteca de la Universidad Javeriana, y lo envió a Alemania a estudiar bibliotecología. Dos años después, a su regreso, el Padre Restrepo le entregó las llaves de lo que se convertiría, bajo la dirección del Padre Arboleda, en una de las mejores bibliotecas de América Latina. Además, el Padre Arboleda, con una gran pasión por el periodismo, fundó en 1950 la Escuela de Periodismo de la universidad, donde fue decano por muchos años, y en 1951 estableció el Departamento de Radio de dicha escuela.

## Reconocimientos
En reconocimiento a su destacada trayectoria intelectual, fue condecorado en 1959 con la Medalla Cívica Camilo Torres y en 1960 con la Orden Vasco Núñez de Balboa en grado de oficial. Ese mismo año, la Universidad Javeriana le otorgó el doctorado honoris causa en Ciencias Sociales

## Curriculum vitae
En la Pontificia Universidad Javeriana se desempeñó como profesor, miembro del Consejo de Regentes, decano de la Facultad de Filosofía y Letras y director académico de la Biblioteca General, director de la Escuela de Periodismo y Radiodifusión; también fue profesor de la Universidad Nacional de Colombia y del Instituto Superior de Historia y además fue miembro del Comité Directivo de la FLACSO, secretario y vicepresidente de la Academia Colombiana de Ciencias Exactas, Físicas y Naturales y Miembro de Número de la Academia Colombiana de Historia. Autor de 28 publicaciones.
Fue designado miembro de la Academia Colombiana de Historia; de la Sociedad Colombiana de Psicopatología, Medicina Legal y Psiquiatría Forense; del Instituto Colombiano de Cultura Hispánica; del Centro de Historia de Pasto; y de la Sociedad Colombiana de Lingüística Aborigen. En el ámbito internacional fue elegido miembro correspondiente de Société des Americanistes de París, de la Asociación Americana de Antropología, de la American Antropological Association, de la Sociedad Brasileña de Antropología, del Instituto Gonzalo Fernández de Oviedo de Madrid, del Centro de Investigaciones Afro-Ibero-Americanas de la Universidad de Dakar y del centro de Estudios Afro-Hispánicos de la Universidad Kinshasa, Zaire.

## Fallecimiento
Falleció en Bogotá, el 29 de noviembre de 1992, a la edad de 76 años.